# Illescas (Quilliscacha)
Illescas (Inizio XVI secolo – Quito, 1533) è stato un principe inca.

## Biografia
Il suo vero nome era Quilliscacha o Illiscacha, ma fu  riportato come "Illescas" dai cronisti spagnoli e come tale appare in tutte le opere dell'epoca.
Era figlio di Huayna Cápac e fratello minore di Atahuallpa  anche per parte di madre. Dopo la cattura del sovrano inca da parte degli Spagnoli si adoperò attivamente per la raccolta del riscatto che avrebbe dovuto ottenergli la libertà. 
I moderni storici ritengono che fu proprio lui ad accompagnare Hernando Pizarro durante la avventurosa spedizione a Pachacamac. Per la verità nelle cronache dell'epoca viene indicato solamente che un fratello del sovrano aveva accompagnato i conquistadores verso il famoso santuario senza citarne il nome. La sua condizione di unico fratello legittimo del sovrano prigioniero fa ritenere che il personaggio in questione fosse proprio Illescas che viene infatti indicato come il più fedele congiunto di Atahuallpa.
La sua autorità, seconda solo a quella di Atahuallpa, avrebbe convinto il generale Chalcochima, incontrato durante la spedizione, a consegnarsi agli Spagnoli e ad accompagnarli a Cajamarca presso il suo signore.
Alla morte di Atahuallpa, Illescas andò a Quito  per curare la tutela dei figli del fratello giustiziato. Quel territorio era però sotto il controllo di Rumiñahui, un altro generale inca, nativo di Quito che nutriva ambizioni personali. Rumiñahui non lasciò trasparire le proprie intenzioni ed organizzò un fastoso banchetto in onore del sovrano defunto invitando tutti i suoi congiunti con Illescas quale ospite d'onore.
Al termine della cerimonia, quando tutti erano assopiti per la gran quantità di chicha bevuta, dei soldati fedeli all'usurpatore irruppero nella sala e fecero strage dei presenti. Illescas fu tra gli uccisi, ma la morte non fu l'unico oltraggio che doveva sopportare. Il suo cadavere venne infatti profanato: le ossa vennero estratte dal corpo assieme agli organi interni e con la sua pelle venne confezionato un macabro tamburo imbottito di paglia. La testa venne conservata come pure le braccia che sembravano suonare lo strumento costituito dal ventre.
Secondo le cronache spagnole Rumiñahui, in quell'occasione, avrebbe anche trucidato tutti i figli di Atahuallpa, ma durante la successiva campagna di Quito, intrapresa dalle forze spagnole, cinque dei principini vennero trovati incolumi e affidati alle cure di religiosi di Cuzco e di Quito, dimostrando l'esagerazione di quelle affermazioni.